# كريستيان كويفا
كريستيان ألبيرتو كويفا برافو (بالإسبانية: Christian Alberto Cueva Bravo)‏ (مواليد 23 نوفمبر 1991) هو لاعب كرة قدم دولي بيروفي، والذي يلعب كلاعب جناح.

## مسيرته

### الأندية
قضى كويفا بدايات مسيرته الكروية في نادي سان مارتن، ونادي سيزار فاييخو. في انتقالات شتاء 2013، كان قريب من التوقيع مع نادي بونتي بريتا البرازيلي، ولكنه في الأخير انتقل إلى النادي التشيلي يونيون إسبانيولا.
بعد ذلك تمت إعارته لنادي رايو فايكانو الإسباني في أغسطس 2013. ثم عاد بعدها إلى بيرو مع نادي أليانزا ليما. و لعب لاحقاً في نادي الفتح السعودي.

### المنتخب
لقد تم استدعاؤه لأول مرة لتمثيل منتخب بلاده بعام 2011، وحتى الآن مستمر.

## وصلات خارجية
- كريستيان كويفا على موقع الاتحاد الدولي (مؤرشف)  (الإنجليزية)
- كريستيان كويفا على موقع اتحاد تركيا (لاعب) (الإنجليزية)
- كريستيان كويفا على موقع إي إس بي إن إف سي (الإنجليزية)
- كريستيان كويفا على موقع قاعدة بيانات كرة القدم.إي يو (الإنجليزية)
- كريستيان كويفا على موقع ناشيونال فوتبول تيمز (الإنجليزية)
- كريستيان كويفا على موقع Soccerbase.com (لاعب) (الإنجليزية)
- كريستيان كويفا على موقع Soccerway.com (الإنجليزية)
- كريستيان كويفا على موقع عالم كرة القدم.نت (الإنجليزية)
- كريستيان كويفا على موقع AS.com (الإسبانية)
- كريستيان كويفا موقع ar.soccerway